# Koitere
Le Koitere est un lac de Finlande.

## Géographie
Le lac est situé en Carélie du Nord. Il s'étend sur la commune de Ilomantsi.